# Pagofagia
Pagofagia é uma necessidade obsessiva em consumir gelo, sendo por isso uma variante da pica. Estudos científicos mostram que a pagofagia pode ser sinal que um baixo nível de ferro.